# کوفاکس
کوفاکس (انگلیسی: Kofax) شرکت نرم‌افزار آمریکایی است، که در سال ۱۹۸۵ تأسیس شد.